# Vieux-Pont-en-Auge
Vieux-Pont-en-Auge är en kommun i departementet Calvados i regionen Normandie i norra Frankrike. Kommunen ligger i kantonen Saint-Pierre-sur-Dives som ligger i arrondissementet Lisieux. År 2018 hade Vieux-Pont-en-Auge 277 invånare.

## Befolkningsutveckling
Antalet invånare i kommunen Vieux-Pont-en-Auge
Referens:INSEE